# MN Adagio Tour 2ª Parte
Adagio Tour 2ª Parte es la continuación de una serie de conciertos realizados por Mónica Naranjo en teatros de ciudades españolas. Su inicio tendrá lugar el 10 de diciembre de 2009.

## Repertorio
1. "Leitmotive Intro"
2. "Europa"
3. "Inmensidad"
4. "Desátame"
5. "Que Imposible"
6. "Usted"
7. "Leitmotive"
8. "Empiezo a Recordarte"
9. "Amor y Lujo"
10. "Óyeme"
11. "Todo Mentira"
12. "Siempre Fuiste Mio"
13. "Leitmotive"
14. "Kambalaya"
15. "Ámame o Déjame"
16. "Sobreviviré"
17. "Leitmotive final"

- Datos: Q5988312